# Jean Makoun
Jean Makoun (Yaoundé, 29 de Maio de 1983) é um ex-futebolista camaronês.

## Carreira
Makoun representou o elenco da Seleção Camaronesa de Futebol no Campeonato Africano das Nações de 2010.

## Títulos

### Olympiacos
- Campeonato Grego (1) : 2011–12
- Copa da Grécia (1) : 2012